# Португальська Західна Африка
Португальська Західна Африка — назва колоніальних територій Португальської імперії у Південно-Західній Африці. Нині ці території входять до складу держави Ангола.

## Історія
Португальці, що з початку XV століття почали систематичні дослідження західного узбережжя Африки, в 1485 році остаточно зміцнилися в Гвінейській затоці. В 1490 році португальські кораблі вперше з'явилися біля берегів Анголи. В 1574 році експедиція на чолі з Паулу Діашем почала дослідження даної території. Незабаром в Анголу прибули перші проповідники католицтва і работорговці. В 1575 році був встановлений контроль над Луандою. З 1580 року місцеві племена почали боротьбу проти іноземців. В 1597 році португальські війська придушили опір.
У першій половині XVII століття знову розгорілася війна проти загарбників під проводом Зінги Мбанді Нгола. В 1617 році португальцями була захоплена Бенгела. Вони були на час вигнані з країни. В 1641 році Луанда була відступлена голландцям, але в 1648 році повернута португальцям. До 1671 року повстання Зінги Мбанді Нгола повністю придушили.
До XIX століття португальці лише контролювали території біля узбережжя Атлантики. У XIX столітті почалася їхня експансія у внутрішні райони Анголи.
В XX столітті колоніальний режим у цій країні досяг неймовірної жорстокості. Африканське населення нещадно експлуатувалося. Після Другої світової війни в Анголу потекла велика кількість емігрантів.
В 1975 році Ангола отримала незалежність.